# William Anders
William Alison Anders (17. října 1933 Hongkong – 7. června 2024 San Juan County, Washington) byl americký astronaut, účastník letu Apolla 8. Je autorem snímku Východ Země, který během tohoto letu pořídil na Štědrý den roku 1968.

## Život

### Škola a výcvik
Anders studoval na Námořní akademii USA (United States Naval Academy). V roce 1962 získal titul inženýra v oboru atomové fyziky na technologickém institutu amerického letectva (Air Force Institute of Technology). Mezi astronauty přišel ve třetí skupině jen o pár měsíců později v roce 1963 s bohatou praxí pilota. Byl jmenován do záložní posádky Gemini 11.

### Let do vesmíru
V prosinci 1968 se zúčastnil první pilotované mise k Měsíci. Letěl ve trojici jako nejmladší člen posádky spolu s Frankem Bormanem a Jimem Lovellem v Apollu 8, které odstartovalo z Kennedyho vesmírného střediska na Floridě. Vykonával funkci velitele lunárního modulu, který ovšem u lodě vůbec neměli. Jednalo se o nácvik následujících letů s přistáním na Měsíci. Ten desetkrát obletěli a po šesti dnech se vrátili k Zemi a přistáli na hladině Tichého oceánu nedaleko Havajských ostrovů. Jejich mise trvala 147 hodin. Dne 24. prosince 1968 pořídil během letu snímek Východ Země, který zachycuje výřez měsíčního povrchu a v pozadí osvětlenou část planety Země (pootočenou oproti severojižní orientaci o 135 stupňů). Anders použil speciálně upravený fotoaparát značky Hasselblad a barevný sedmdesátimilimetrový film Ektachrome.
- Apollo 8 (21. prosince 1968 – 27. prosince 1968)

### Následovalo po letu
Po letu Anders zůstal ještě krátce ve výcviku a byl jmenován do záložní posádky Apolla 11. V září roku 1969 se plukovník Anders rozhodl z letectva USA odejít. V letech 1969-1973 pracoval ve Washingtonu v Národní radě pro letectví a kosmické lety (National Aeronautics and Space Council). V letech 1973–1976 byl ředitelem Komise pro atomovou energii. V roce 1976 byl jmenován velvyslancem USA v Norsku. Od října 1977 byl generálním manažerem oddělení atomové energie u společnosti General Electric (General Dynamics Corp., Nuclear Energy Products Div.). V roce 1989 pracoval u firmy Textron, Inc. Roku 2003 se vrátil do NASA v Houstonu už jako generál v záloze. Byl ženatý a měl šest dětí. V roce 2004 byl v Ohiu zapsán do National Aviation Hall of Fame (Národní letecká síň slávy). 
Zemřel při letecké havárii 7. června 2024 ve státě Washington, letoun sám pilotoval.